# 王元 (清朝)
王元（？—？），福建人，清朝军事人物。

## 生平
1707年（康熙46年）奉旨調任前往台灣，接任王傑擔任台灣鎮總兵。是台灣清治時期此期間，受台灣道制約的台灣地區最高軍事首長，卒於任。
| 前任： 王傑 | 台灣鎮總兵 1707年上任 | 繼任： 崔相國 |